# Фаворито
Фаворито је песма српске женске групе Hurricane. Објављена је 9. септембра 2019. године у дигиталном формату као сингл, а издавач је био Stema Production.

## О песми
Фаворито је прва песма коју је група Hurricane снимила на српском језику. Текст је написао Милан Радуловић Лаћа, а композитор и продуцент био је Дарко Димитров.

## О споту
Спот за ову песму радила је продукција Toxic Entertainment. Снимање се одвијало у београдском ресторану Касина и трајало је чак три ноћи, уз учешће четрдесет статиста.
Главна мушка улога у споту поверена је Марку Васиљевићу Коксу, претходно познатом по сарадњама са Лепом Бреном, Јеленом Карлеушом и Катарином Грујић. Васиљевић је по занимању професор физичког васпитања, па је пажњу јавности привукао и током пандемије ковида 19, када је ђацима држао наставу из овог предмета на каналима Радио-телевизије Србије.
Спот је за прва три месеца доступности на сајту Youtube сакупио више од четрдесет милиона прегледа. До почетка јула 2020. већ је био прегледан више од шездесет милиона пута.